# Jania rubens
Jania rubens (Linnaeus) J.V. Lamouroux, 1816  é o nome botânico de uma espécie de algas vermelhas pluricelulares do gênero Jania.
- São algas marinhas encontradas na Europa, Américas, África, Ásia, Austrália, ilhas do Pacífico, Índico e Atlântico.

## Sinonímia
- Corallina rubens Linnaeus, 1758
- Jania rubens var. spermophoros (Linnaeus) J.V. Lamouroux, 1816
- Jania spermophorus J.V. Lamouroux, 1843